# Tosbecken

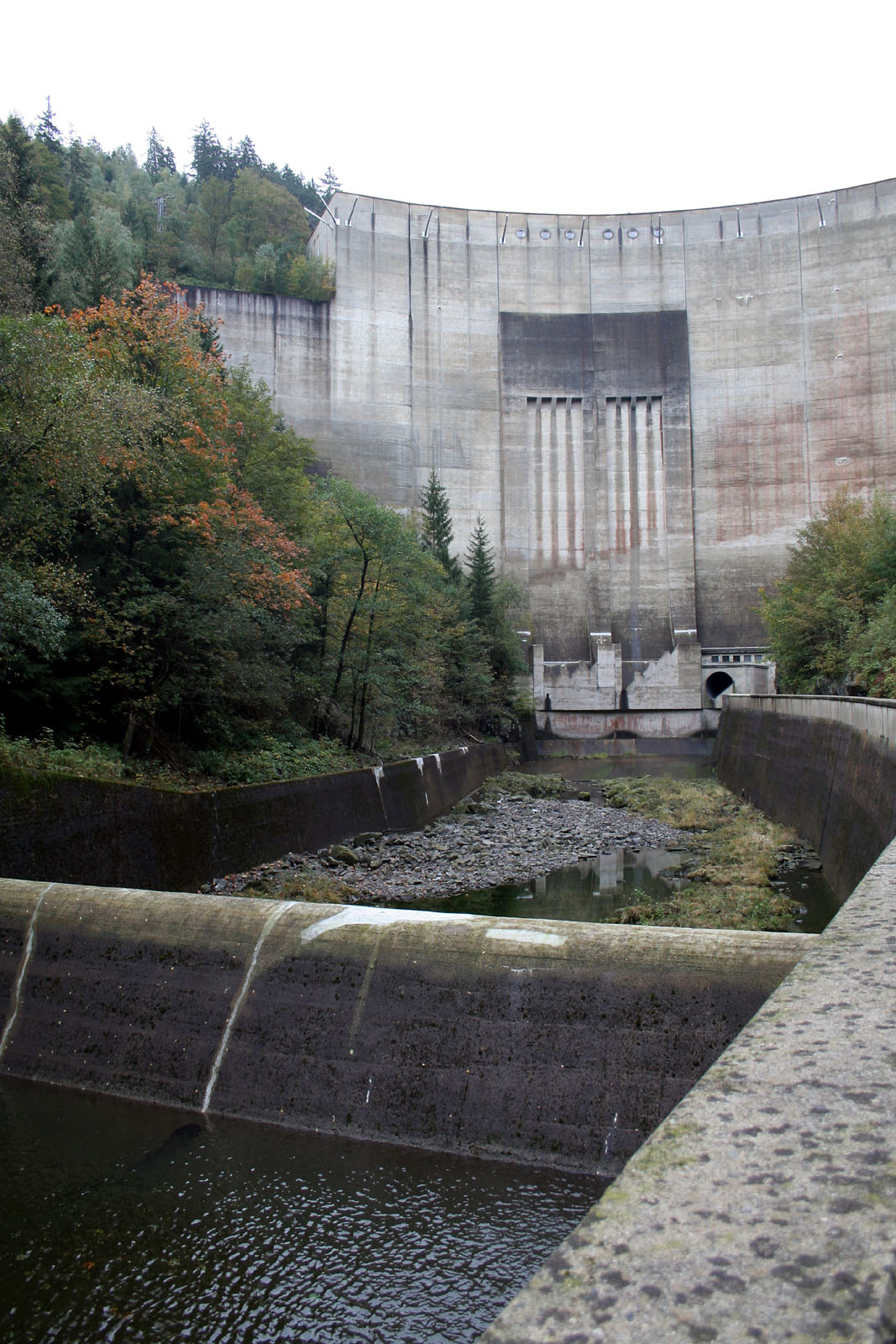
Tosbecken unterhalb der Staumauer der Okertalsperre leer und …

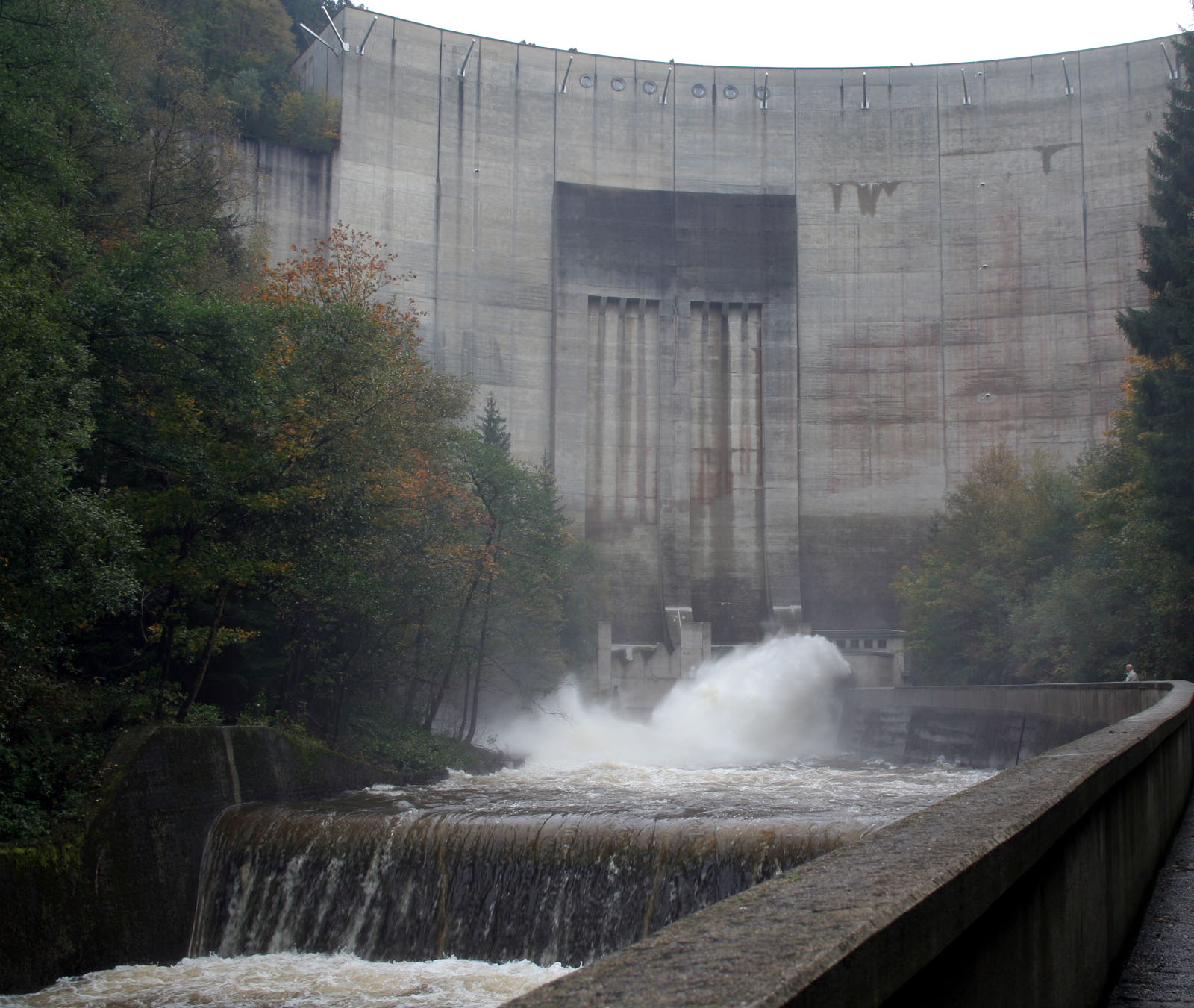
… bei geöffnetem Grundablass

Als Tosbecken (von tosen) bezeichnet man im Wasserbau und Bauingenieurwesen ein bremsendes Auffangbecken für das abfließende Wasser einer Talsperre, einer Staustufe, eines Wehrs, eines Hochwasserrückhaltebeckens oder einer anders gearteten Stauanlage.
Es dient zur mechanischen Verzögerung der Strömung aus dem Auslaufbauwerk, wenn das Wasser – besonders bei Hochwasser – mit hoher Geschwindigkeit überläuft und in das Tosbecken stürzt.
Das Tosbecken ist der untere Teil der Hochwasserentlastungsanlage und wird auch Energieumwandlungsanlage genannt, weil die kinetische Energie des strömenden Wassers in Wärme- und Schallenergie umgewandelt werden muss. Ziel der Energieumwandlung ist in der Regel ein Wechselsprung, d. h. der Übergang von schießendem zum strömenden Abfluss.
Um das Ausspülen des Flusslaufs (Kolkbildung) im Unterwasser zu verhindern, hat das Tosbecken meist eine Sohle und Wände aus Beton. Störkörper im Tosbecken, d. h. Betonblöcke oder Felsbrocken, gegen die das Wasser prallt, verstärken die Energieumwandlung. Im Tosbecken kann sich das Wasser beruhigen, bevor es weiter flussabwärts fließt. Je nach Geometrie des Beckens kann es erforderlich sein, eine zusätzliche Endschwelle aus Beton am Ende des Tosbeckens einzubauen. Dadurch wird sichergestellt, dass der Wechselsprung auch bei verschieden großen Durchflüssen immer innerhalb des Tosbeckens entsteht und nicht ins Unterwasser abwandert.
Auch der Grundablass mündet üblicherweise in ein Tosbecken.
Um die Beruhigung des Wassers zu unterstützen, haben die Schanzen der Überlaufsicherung von Staumauern häufig an ihrem Ende Beton- oder andere Hindernisse in Form kleinerer Zähne. Dadurch wird die Wassermasse schon in der Luft verteilt, aufgefächert und bereits von der Luft abgebremst. So wird der massive Strahl bereits vor dem Auftreffen im Tosbecken abgemindert.
Da die physikalischen Vorgänge in einem Tosbecken nur schwer durch Berechnungen erfassbar sind, wird vor der  Errichtung größerer Tosbecken ihre Funktion meistens durch wasserbauliche Modellversuche geprüft.

## Weblink
- Tosbecken auf enargus.de, Bundesministerium für Wirtschaft und Klimaschutz